# Pietro del Monte (1400-1457)
Piero del Monte, né vers 1400 à Venise et mort à Rome en 1457, est un juriste, évêque, diplomate et humaniste italien.

## Biographie
Né à Venise, Piero del Monte est élève dans sa ville de l'humaniste Guarino Veronese avant de suivre des études à l'université de Padoue entre 1420 et 1433. Il obtient son doctorat en droit en juillet 1433. En octobre de la même année, il participe au concile de Bâle. Il défend sur place les droits et les pouvoirs du pape.
Le 21 avril 1435, il est nommé protonotaire apostolique par le pape Eugène IV et nonce apostolique pour l'Angleterre, l'Écosse et l'Irlande à une époque où les relations entre le roi d'Angleterre et le pape sont tendues. Il occupe ce poste jusqu'en 1440, date à laquelle il revient à Rome. Il se lie sur place avec Humphrey de Lancastre, avec qui il partage un goût pour les auteurs anciens. Il est cependant soupçonné sur place de malversations dans les impôts récoltés par la papauté.
Après avoir espéré devenir archevêque de Milan, il est finalement nommé évêque de Brescia. Il n'occupe pas immédiatement son poste puisqu'il est nommé en 1441 légat du pape auprès du roi de France Charles VII. Il avait pour mission sur place d'obtenir le retrait de la Pragmatique Sanction de Bourges de 1438 et en même temps de justifier l'absence de soutien du pape aux prétentions de René d'Anjou sur le royaume de Naples. Sa mission est un échèc total. Il reste sur place jusqu'au début de l'année 1445.
Il finit par gagner son diocèse en août 1445 mais il ne se fait pas remarquer sur place pour son activité pastorale, dans un diocèse marqué par des dissensions. Il reste très peu de temps sur place, séjourne fréquemment à Rome. Il est finalement nommé gouverneur de Pérouse en 1451 par le pape Nicolas V avec les pleins pouvoirs, dans une ville agitée par des troubles politiques. Il meurt brutalement en 1457 à Rome où il est enterré dans la basilique Sainte-Marie-Majeure.

## Œuvres

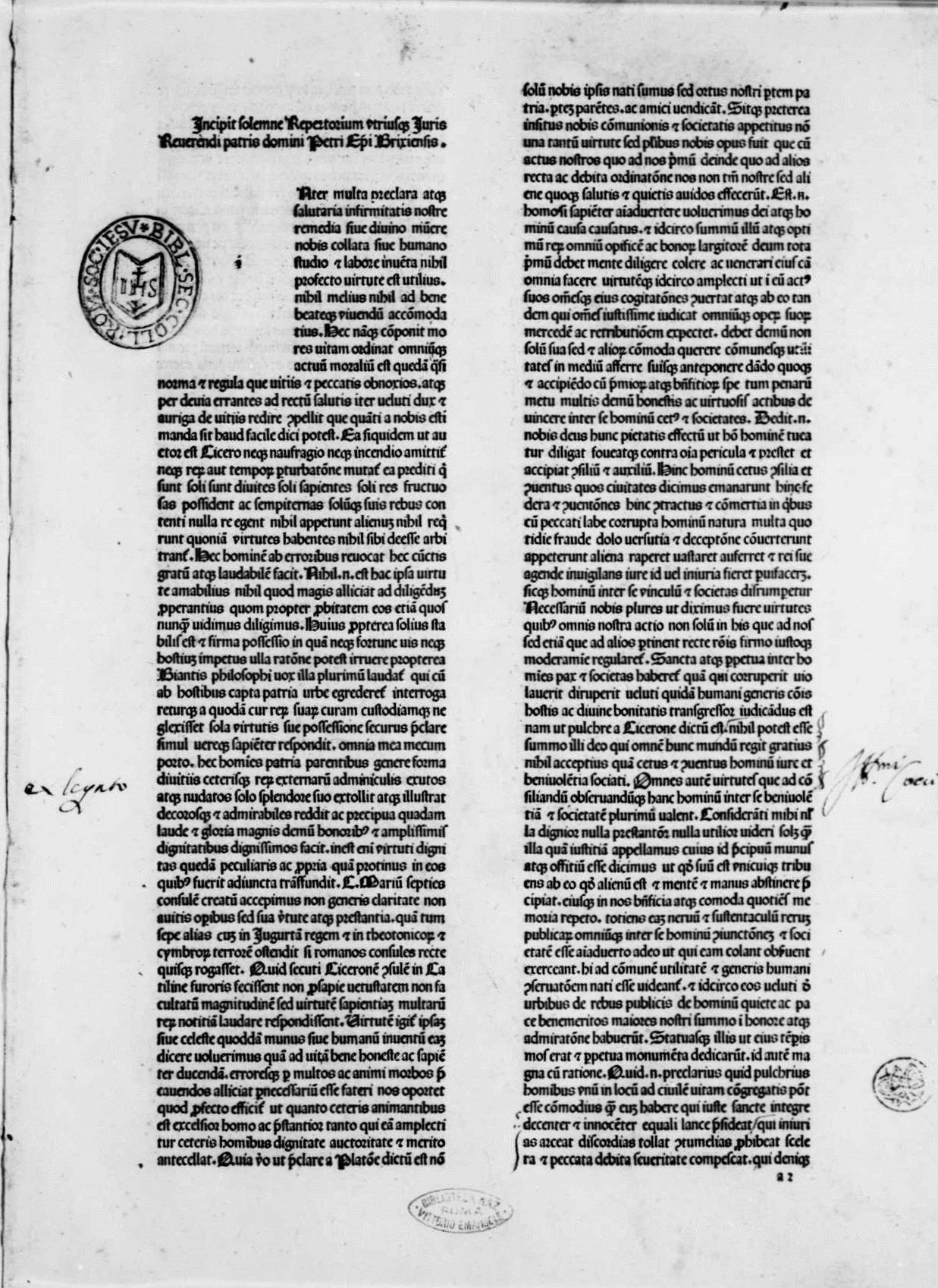
Repertorium utriusque iuris, 1480

- Monarchia in qua generalium conciliorum materia de potestate prestantia & excellentia Romani pontificis & imperatoris plenissime discutitur , Lugduni, 1512, Romae 1537
- De unius legis veritate et sectarum falsitate opus utilissimum & perspicacissimum, Mediulanum, 1522.
- (la) Repertorium utriusque iuris, Bologne, 1475
  - (la) Repertorium utriusque iuris, Padua, Johann Herbort, 1480 (lire en ligne)
- De potestate romani pontificis et generalis concilii, (comp. 1434, pub. Rome, 1476)
- De Vitiorum inter se Differentia (comp. 1438, non imprimé), plagié de De Avaritia de Poggio Bracciolini